# Changing of the Guards
Changing of the Guards è un singolo discografico del cantautore statunitense Bob Dylan tratto dal suo album Street-Legal del 1978. Il 45 giri fallì l'entrata nella classifica Billboard Top 100. Tuttavia, la traccia è stata inclusa nelle raccolte Bob Dylan's Greatest Hits Volume 3, pubblicata nel 1994, e nell'edizione Deluxe di Dylan, pubblicata nel 2007.

## Il brano
Liricamente, questa canzone si attirò molte reazioni, sia positive sia negative. Secondo Oliver Trager, autore di Keys to the Rain: The Definitive Bob Dylan Encyclopedia, Changing of the Guards fu criticata per essere una canzone "dove Dylan ironizza senza successo e con cinismo sulla sua stessa carriera.
Al contrario, diversi commentatori trovarono molta profondità e significati nel testo della canzone. Michael Gray, autore di The Bob Dylan Encyclopedia, commentò che Changing of the Guards è una descrizione del viaggio personale di Dylan, dagli inizi di carriera, circa sedici anni prima (e infatti il primo verso della canzone comincia con le parole: «Sixteen years»), passando attraverso il suo matrimonio e il divorzio con Sara Dylan, fino alla conversione al cristianesimo, che fu annunciata pubblicamente dopo la pubblicazione del brano. In effetti, in questo lavoro si trovano molte immagini religiose e bibliche, in particolare immagini apocalittiche, pratica non inusuale per l'autore. A proposito del pezzo, Dylan commentò enigmaticamente: «Significa qualcosa di diverso ogni volta che la canto. Changing of the Guards è vecchia di un migliaio di anni». Tuttavia, anche i più grandi ammiratori della canzone ammettono l'opacità della vena poetica di Dylan. L'apparentemente deliberata ambiguità dei testi segnò l'effettivo abbandono da parte di Street-Legal dell'approccio narrativo che dominava il precedente album di Dylan, Desire.

## Esecuzioni dal vivo
Dylan eseguì Changing of the Guards solamente durante il tour di Street Legal del 1978, spesso come brano di chiusura, e in versione significativamente più veloce rispetto a quella dell'album. Il tour venne documentato nel doppio album dal vivo Bob Dylan at Budokan, anche se Changing of the Guards non fu inclusa.

## Cover
- Frank Black: All My Ghosts (1998)
- Juice Leskinen: Vahdinvaihto (singolo) (1999)
- Chris Whitley & Jeff Lang:  Dislocation Blues (2006)
- Patti Smith: Twelve (2007)
- The Gaslight Anthem: Chimes of Freedom - The Songs of Bob Dylan (2011)